# 马内斯·卡塔格内
马内斯·卡塔格内（英語：Manes Kartagener，1897年1月7日—1975年8月5日）是一位波兰犹太裔医学家，专攻內科學，出生于普热梅希尔，在瑞士苏黎世逝世。